# Bakenbusch
Das Naturschutzgebiet Bakenbusch liegt auf dem Gebiet der Gemeinde Nordkirchen im Kreis Coesfeld in Nordrhein-Westfalen.
Das Gebiet erstreckt sich nördlich des Ortes Südkirchen. Am östlichen Rand des Gebietes verläuft die Landesstraße L 810 / L 671, nördlich liegt das Naturschutzgebiet Tiergarten. Nordöstlich erstreckt sich das 193,8 ha große NSG Hirschpark Nordkirchen.

## Bedeutung
Das etwa 19,1 ha große Gebiet wurde im Jahr 2001 unter der Schlüsselnummer COE-041 unter Naturschutz gestellt. Schutzziel ist die Erhaltung eines arten- und strukturreichen Waldes mit naturnahen Bachoberlauf als Lebensraum zahlreicher Tiere des Waldes und des angrenzenden Gruenland-Heckenkomplexes.